# Cladochaeta fuscora
Cladochaeta fuscora är en tvåvingeart som beskrevs av David Grimaldi och Nguyen 1999. Cladochaeta fuscora ingår i släktet Cladochaeta och familjen daggflugor.
Artens utbredningsområde är Costa Rica. Inga underarter finns listade i Catalogue of Life.